# Diego Antonio Cernadas Castro
Diego Antonio Cernadas y Castro, más conocido como el cura de Fruíme, bautizado en Santiago de Compostela el 18 de marzo de 1702 y fallecido en Fruíme (Lousame) el 30 de marzo de 1777, fue un sacerdote y escritor gallego en lengua gallega y lengua castellana.

## Trayectoria
Hijo de Antonio Zernadas, escribano de la Universidad de Santiago de Compostela, y de María de Castro. Como su padre, solía escribir su primer apellido con zeta (Zernadas). Fue bautizado en la Iglesia de San Frutuoso de Santiago. Estudió latín con los jesuitas, fue ordenado sacerdote y consiguió el grado de bachiller en Teología por la USC el 31 de enero de 1729. Tomó posesión del curato de Fruíme con 28 años, manteniéndose en la parroquia hasta su muerte.
Escribió obras en prosa y en verso en defensa de Galicia y contra las injusticias en general. Fue arcipreste de Posmarcos de Arriba, ganó un premio poético en Murcia, y fomentó en la parroquia el cultivo del maíz. Escribió obras de teatro sencillas, con las que enseñaba a leer al vecindario y explicaba algunos de los misterios de la religión.

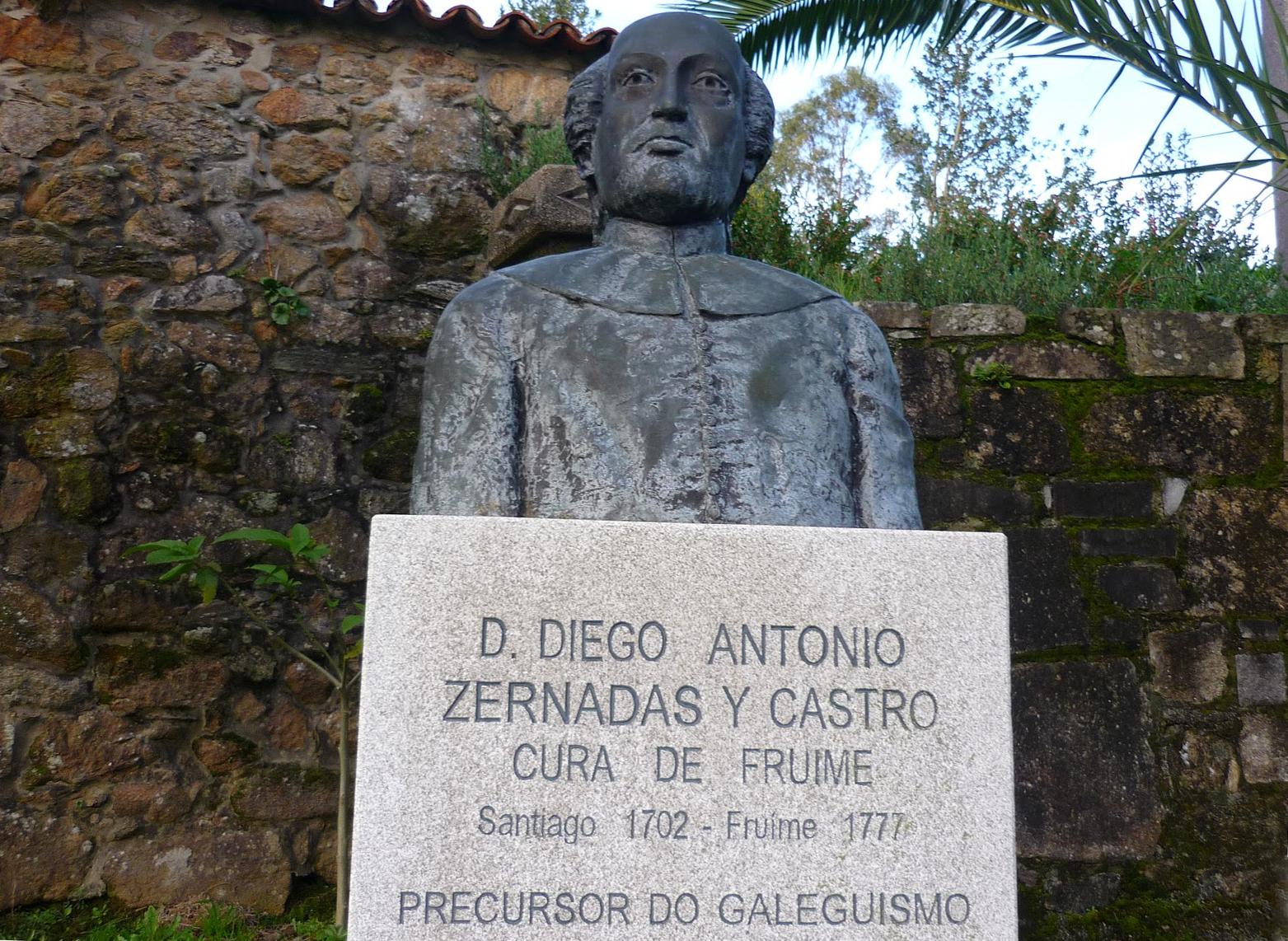
Escultura del Cura de Fruime.

Sus restos, encontrados en 1958, se conservan en la capilla de los Dolores de la iglesia parroquial de San Martiño de Fruíme, bajo una lápida con una loanza de los vecinos. En su honor, lleva su nombre el CPI de Lousame, construido en 1977 en el lugar de la Silva.

## Obras
Después de su muerte se imprimieron en Madrid sus Obras (1778-1781), coleccionadas por sus amigos en siete volúmenes. Moratín lo sitúa entre los poetas "pedantes" que se enfrentan a los buenos escritores, seguidores de Apolo, que son bombardeados con las obras de los malos escritores entre las que cita las coplas "del cura de Fruime" junto a las de León Marchante, Gerardo Lobo y otros.

### Otros artículos
- Literatura gallega de los Siglos Oscuros